# Stella Adler Studio of Acting
La Stella Adler Studio of Acting est une école privée de spectacle de New York de réputation internationale.

## Histoire
C'est une école d'art fondée par l'actrice Stella Adler.
En 1985, une seconde école est fondée à Los Angeles, la Art of Acting Studio.

## Personnalités de l'école
- Marlon Brando
- Robert De Niro
- Warren Beatty
- Elaine Stritch
- Mario Van Peebles
- Harvey Keitel
- Candice Bergen
- Safi Martin Yé